# 李玲蔚 (田径运动员)
李玲蔚（1989年1月26日—）生于山东省滨州市，是一名中国女子田径运动员，主攻标枪项目。李玲蔚进入体校时一开始接触的是垒球，14岁时转攻标枪。李玲蔚曾参加过2012年伦敦奥运和2016年里约奥运，两届比赛分别获得第30名和第15名。李玲蔚职业生涯的最佳成就是2017年世界田径锦标赛的银牌，她在比赛中投出66.25米，刷新了个人最好成绩。